# Sharon Kantor
Sharon Kantor (hebräisch שרון קנטור; * 28. Januar 2003 in Avihayil) ist eine israelische Windsurferin.

## Erfolge
Sharon Kantor nahm 2021 erstmals an Welt- und Europameisterschaften bei den Erwachsenen teil. Bei ersten belegte sie 2021 Rang neun, bei den Kontinentalmeisterschaften Rang 13. Ihr erster Medaillengewinn gelang ihr 2023 in Patras, als sie die Europameisterschaften auf dem zweiten Platz beendete. 2024 wurde sie in Lanzarote vor der Britin Emma Wilson und ihrer Kantors Landsfrau Katy Spychakov Weltmeisterin.
Bei den Olympischen Spielen in Paris gewann Kantor drei der ersten 14 Wettfahrten mit dem iQFoiL und war mit 49 Punkten die zweitbeste Surferin der Vorrunde. Sie erhielt dadurch ebenso wie die Italienerin Marta Maggetti und Emma Wilson ein Freilos im Viertelfinale. Im Halbfinale belegte sie den ersten Platz und zog mit der zweitplatzierten Maggetti ins Finale ein, in dem sie mit Emma Wilson, die direkt für das Finale qualifiziert war, um die Medaillen surfte. Maggetti gewann das abschließende Finalrennen und wurde Olympiasiegerin, vor Sharon Kantor, die damit die Silbermedaille gewann, und der auf Rang drei platzierten Wilson.